# Эшнунна
Эшнунна — древний город в Месопотамии, в бассейне реки Диялы, левого притока реки Тигра. Современное городище Телль-Асмар («Бурый холм») на территории Ирака, северо-восточнее Багдада. Столица ближневосточной области Варум, расположенной в плодородном районе между Диялой и горами на востоке. 
Эшнунна возник в 3-м тысячелетии до н. э. и первоначально носил название Ишнун. Этот топоним не относится ни к семитским, ни к шумерским. В XXI веке до н. э. входил в состав Шумеро-Аккадского царства III династии Ура. В этот период название «Ишнун», получив новую народную этимологию, было переиначено шумерам и стало звучать как «Эшнунна» — «Святилище царевича». В XX — XVIII веках до н. э. переживал значительный расцвет, был главным городом самостоятельного государства и одним из центров международной торговли. В это время кроме столицы в ном Эшнунна входил ещё целый ряд более мелких городов. Общинным божеством этого нома был Тишпак.
После падения III династии Ура цари Эшнунны усиливали свои политические позиции и расширяли свои границы, но были остановлены царями Исина и Вавилона. В XVIII веке до н. э. Эшнунну завоевал вавилонский царь Хаммурапи, при его преемниках он пережил новые разрушения, а после крушения I Вавилонской (аморейской) династии попал под власть воинственных горных племён касситов и был ими переименован в Туплияш. Эшнунна играл важную посредническую роль в сношениях Двуречья с Эламом, обусловленную тем, что между царскими домами Элама и Эшнунны заключались династические браки. Последнее упоминание в клинописных документах относится к VI веку до н. э. 
В 1930 — 1938 годах в результате раскопок, которые проводила археологическая экспедиция Чикагского университета под руководством Г. Франкфорта и Т. Якобсена, были открыты развалины храмов Тишпака, Абу и других богов, царского дворца, статуи божеств и адорантов, печати, предметы быта, а в храмовых архивах — хозяйственные документы. Среди прочих находок был обнаружен, так называемый клад Телль-Асмар.
С Эшнунной связан древнейший памятник ближневосточного права — так называемые «Законы из Эшнунны» (XIX век до н. э.), которые представляют собой сборник из 59 статей на аккадском языке. Сборник законов сохранился на двух глиняных табличках, являющихся, видимо, школьными копиями оригинала; находятся в Иракском музее Багдада.

## Цари Эшнунны (ок. 2025—1727 до н. э.)
- Итурия (ок. 2025)
- Ильшуилия (Ильшу-Илия) (ок. 2015)
- Нур-ахум
- Кирикири
- Билалама
- Ишар-рамашу
- Уцуравассу (Уссур-Авассу) (ок. 1940)
- Азузум
- Ур-Нинмарки
- Ур-Нингишзида
- Ипик-Адад I
- Шикланум
- Абди-Эрах (ок. 1895)
- Шаррия (после 1895)
- Белакум
- Варасса
- Ибаль-пи-Эль I
- Ипик-Адад II (ок. 1860)
- Нарам-Син (1822—1812)
- Даннум-тахаз
- Ибни-Эрра
- Икиш-Тишпак
- Дадуша (1812—1784)
- Ибаль-пи-Эль II (1784—1762)
- Цилли-Син (1762 — …)
- Икиш-Тишпак (ок. 1735), в зависимости от Вавилона
- Анни (… — 1727), в зависимости от Вавилона